# Сивки
Сивки́ — село, у Білогірській селищній територіальній громаді Шепетівського району Хмельницької області на Волино-Подільській височині. Населення — 358 осіб.

## Географія
Село розташоване за 12 км від центру громади і за 12 км від залізничної станції Лепесівка.
Загальна територія 2230 га., в тому числі орної землі — 1688 га, лісів — 25,8 га, ставків — 3,7 га .

## Походження
Історичних свідчень про походження назви села немає. Припускають, що в основу назви взято наявну тут колись особливу глину, яку в народі називали «сивою».
Людські поселення у цій місцевості з'явились ще в глибоку давнину. В околицях села виявлено неолітичне поселення (8-4 тис. до н. е.), знайдено ліплений глиняний посуд, крем'яні вироби.

## Історія
Мешканці села брали активну участь у національно-визвольній боротьбі під проводом Б.Хмельницького.
У 1906 році село Уніївської волості Острозького повіту Волинської губернії. Відстань від повітового міста 40 верст, від волості 5. Дворів 122, мешканців 842.
До 1917 р. Сивки відносились до Уніївської волості Острозького повіту. Ось як описує село в другій половині XIX ст. відомий історик Волині М. І. Теодорович: «Село розміщене на п'яти підвищеннях, які сполучаються майже в одному місці зі східного боку, лежить на ґрунтовій дорозі на самому рубежі повіту, яким прилягає з південного заходу до Кременецького повіту. В межах села немає ні річки, ні озера, а є всередині улоговина, наповнена водою самою недоброякісною».
Впродовж своєї історії село належало різним поміщикам (Т. Сапезі, А. Яблоновському). З 1878 р. ним володів великий землевласник, мировий суддя З. Радзимінський. Після революції і до 1939 р. Сивки були прикордонним селом із тогочасною Польщею. В селі мешкало чимало мазурів, про що нагадують прізвища місцевих селян: Мушинські, Карпінські, Кожухівські та інші.
З 1854 року у Сивках до своєї смерті працював видатний громадський діяч, відомий краєзнавець Волині, священик Аполлон Дорофійович Сендульський (1830–1882). Він зібрав цінну бібліотеку Історичної літератури. За підтримки у 1875 р. була збудована церква Преподобного Федора Князя Острозького. А.Сендульський — автор понад 40 робіт з історії краю. Це передусім дослідження з археології, історії, етнографії населених пунктів Південно-Східної Волині, описи Заславля, Ляхівців, Острога, Тихомеля, Ямполя та інших. Дослідник був постійним автором «Волинських єпархіальних відомостей». Його пошукову роботу продовжують і сьогодні учні та педагогічний колектив місцевої школи.

### ДобаУНРта комуністична окупація
7 (20) листопада 1917 року, відповідно до Третього Універсалу Української Центральної Ради, увійшло до складу Української Народної Республіки.
Наприкінці 1920 р. у Сивках закріпилися російські комуністи.
У 1927 р. в селі став діяти клуб.
Сільський голова І. М. Невеличук (українець, 1952 р.н., освіта середня спеціальна, комбайнер), секретар сільради С. В. Шпичка (українка, 1955 р. н., освіта середня спеціальна, лаборант).
Голови сільради попередніх скликань: A.M. Горлачук, І. М. Невеличук. Секретарі попередніх скликань: В. Г. Невеличук, С. В. Шпичка.
До складу сільської ради обрано 15 депутатів (11 прац. сільського господарства, 1 прац. освіти, інші — 3). На території сільради діють СВК «Промінь», клуби (с. Сивки, с Міжгір'я), бібліотека, фельдшерсько-акушерський пункт (Г. М. Рачунь), ЗОШ І-ІІ ст. в с. Сивки.
У 1920 році тут відкрита початкова школа, яку у 1938 р. реорганізовано в семирічну. Директором школи був Глущенко, який після Німецько-радянської війни був Інспектором шкіл Міністерства освіти УРСР.

### Друга комуністична присутність
З 1964 р. сільська школа знаходиться в приміщенні колишньої прикордонної школи. Діють гуртки за інтересами учнів, зокрема турисько-краєзнавчий. Понад 20 років директором школи працювала Горлачук Ольга Олексіївна. У приміщенні школи завдяки зусиллям та ініціативі вчителя Шпички Катерини Василівни на основі зібраних матеріалів створено музей села і краю.
У 1980-х р. в селі побудовано новий будинок культури, ФАП, бібліотеку та нове приміщення сільради. Впорядковано тваринницькі приміщення, по ремонту сільськогосподарських машин.
На різних ділянках роботи прославились ветерани праці: ланкова Марія Сергіївна Карпінська, механізатор Володимир Григорович Карпінський, тваринники: Ольга Миколаївна Ритюк, доярка Ніна Клімчук, електрик Григорій Миколайович Дубович, будівельник Дем'ян Сидорович Невелечук, пасічник Ганна Йосипівна Гаврилюк, агроном Лідія Павлівна Столярська, зоотехнік Ольга Григорівна Вершигора, ветеринар Анатолій Анатолійович Самчук, голова колгоспу Григорій Володимирович Ковальчук.

### Сучасний стан
У 2004 р у школі навчалося 100 учнів. У наш час[коли?] директором школи працює Савчук Людмила Миколаївна.
Відомі вихідці із села: В. О. Бондар — доктор хімічних наук; М. А. Горлачук — кандидат економічних наук, заступник декана факультету аграрної економіки і менеджменту Тернопільського державного економічного університету; В. П. Мушинська — депутат Верховної Ради УРСР; А. Т. Карпінський — заступник мера Санкт-Петербурга та інші.
Уродженець села М.Шпичка 1988 р. загинув на військовій службі в Ленінакані в чині старшого сержанта.
Ю. М. Мондрич гідно відбував військову службу в Афганістані, за що отримав подяку від керівників військової частини.
На території сільради розташовано сільськогосподарське підприємство СВК «Промінь». Його головою було обрано М. А. Горлачука.
12 червня 2020 року, відповідно до розпорядження Кабінету Міністрів України № 727-р «Про визначення адміністративних центрів та затвердження територій територіальних громад Хмельницької області», увійшло до складу Білогірської селищної громади.
19 липня 2020 року, в результаті адміністративно-територіальної реформи та ліквідації Білогірського району, село увійшло до складу новоутвореного Шепетівського району.

## Населення
За переписом населення України 2001 року в селі мешкало 459 осіб.
У 2020 році чисельність населення становила ▼358 осіб.

## Постаті
Уродженкою села є журналістка та письменниця Мастєрова Валентина Миколаївна.